# Apidium
 Apidium  ist eine ausgestorbene Gattung der Primaten, die vor rund 30 Millionen Jahren u. a. im Gebiet der heutigen Fossillagerstätte Fayyum in Ägypten vorkam. Das erste Fossil der Gattung – ein teilweise erhaltener linker Unterkiefer – wurde im Verlauf von Feldstudien des American Museum of Natural History im Winter 1906/07 in Fayyum geborgen und 1908 von Henry Fairfield Osborn zur neu benannten Art der Gattung,  Apidium phiomensis  gestellt.

## Namensgebung
Die Bezeichnung der Gattung Apidium verweist auf Apis, den griechischen Namen des heiligen Stiers von Memphis, der im Alten Ägypten als Verkörperung des Gottes Ptah verehrt wurde. Das Epitheton der Typusart, phiomensis, ist abgeleitet von Phiom, der altgriechischen Bezeichnung für das heutige Fayyum-Becken westlich des Nils, am Rande der Libyschen Wüste. Vereinzelt wird das Epitheton in der Fachliteratur auch als phiomense wiedergegeben.

## Erstbeschreibung
Der Erstbeschreibung von Gattung und Typusart liegt als Holotypus ein Fossil mit der Sammlungsnummer Amer. Mus. No. 13370 zugrunde, das Fragment eines kleinen, linken Unterkiefers mit fehlendem Unterkieferast (Ramus mandibulae) und in den  Zahnfächern sitzendem Prämolar P4 und den Molaren M1–M3. Die 1908 publizierte Erstbeschreibung von Apidium durch Henry Fairfield Osborn fiel mit bloß 15 Druckzeilen äußerst knapp aus und beschränkte sich auf die Benennung wichtiger Merkmale der insgesamt niederkronigen Zähne und deren Interpretation als von einem Allesfresser oder einem Fruchtfresser stammend.
Eine stammesgeschichtliche Einordnung des Fossils unterblieb, stattdessen wurde ausdrücklich angemerkt, dass die Wahl des – als fanciful klassifizierten – Namens der Gattung mangels bekannter, vergleichbarer Fossilien kein verdeckter Hinweis sei auf eine mögliche Zugehörigkeit zu den Paarhufern sei. Eine Zugehörigkeit zu den Primaten wurde zwar erwähnt, dies sei jedoch „unsicher“, da die Bezahnung des Unterkiefers keinem aus Eozän oder Oligozän bekannten Primaten-Fossil ähnele.

## Weitere Funde
Bereits 1922 hatte William King Gregory den Unterkiefer 13370 als Fossil eines Primaten interpretiert, da ihm Ähnlichkeiten mit Meerkatzenverwandten und Oreopithecus aufgefallen waren. Zusätzliche Fossilien von Apidium wurden jedoch erst im Jahr 1962 von Elwyn L. Simons wissenschaftlich beschrieben. Im Verlauf einer Feldstudie der Yale University rund eine Meile nördlich der Fundstelle des Holotypus der Gattung wurde im Winter 1961/62 ein kleiner linker Unterkiefer mit drei erhaltenen Zähnen geborgen (Prämolar P4, Molar M1 und M2; Sammlungsnummer: Y.C.P.E. Nr. 260), die jedoch ungefähr ein Achtel kleiner und vermutlich etwas älter waren als die Zähne des Holotypus aus dem Jahr 1908. Aus der gleichen Fundstelle stammten zudem sechs weitere Unterkiefer-Fragmente mit jeweils mehreren erhaltenen Zähnen.
Aufgrund der abweichenden Größe und einiger anderer Merkmale der Zähne wurden diese Fossilien 1962 einer neu eingeführten, zweiten Art der Gattung, Apidium moustafai, zugeschrieben. Als Holotypus wurde der Unterkiefer Nr. 260 benannt, das Epitheton, moustafai, ehrt den ägyptischen Wissenschaftler und Kooperationspartner der Yale University, Shawki Moustafa.
In den folgenden Jahren wurden weitere Funde der Gattung zugeordnet und zugleich zwei neue Arten etabliert:
- 1995: Apidium bowni,[5] nachdem in Fayyum u. a. ein teilweise erhaltener Schädel, ein gut erhaltener, bezahnter Oberkiefer und ein großes Fragment von einem bezahnten Unterkiefer (CGM 42199) entdeckt worden; letzterer wurde als Holotypus von Apidium bowni benannt. Das Epitheton, browni, ehrt den Entdecker eines der dieser Art zugeordneten Fossilien, Thomas M. Bown.
- 2016: Apidium zuetina,[6] nachdem in der Fundstelle Zallah nahe der gleichnamigen Oase im Sirte-Becken (Libyen) zehn einzelne Zähne entdeckt worden waren. Das Epitheton, zuetina, wurde gewählt, da die Feldstudien der University of Kansas aufgrund der instabilen und daher gefährlichen Lage in Libyen nur dank der Unterstützung und des Schutzes durch die Zuetina Oil Company möglich waren.

1980 wurde in einer Studie berichtet, für Apidium phiomensis sei der Nachweis eines Sexualdimorphismus gelungen. Über Apidium zuetina wurde berichtet, das Aussehen der Art könne vermutlich mit dem der heute lebenden Totenkopfaffen verglichen werden.
Laut Paleobiology Database stammen die Fossilien dieser Arten aus Schichten, die 33,9 bis 28,4 Millionen Jahre alt sind, und können der Unterfamilie der Qatraniinae innerhalb der Familie der Parapithecidae zugerechnet werden. Simons hingegen ordnet Apidium und Parapithecus der Familie der Parapithecidae zu. Im Jahr 2006 wurden die Schicht, in die das Typusexemplar der Gattung eingelagert worden war, auf 30,2 bis 29,5 Millionen Jahre datiert.

## Belege
1. ↑  Henry Fairfield Osborn: New fossil mammals from the Fayum Oligocene, Egypt. In: Bulletin of the American Museum of Natural History. Band 24, Artikel Nr. XVI, New York 1908, S. 271–272, Zugang zum Volltext.
2. ↑  Erik R. Seiffert, Marcelo F. Tejedor, John G. Fleagle, Nelson M. Novo, Fanny M. Cornejo, Mariano Bond, Dorien de Vries und Kenneth E. Campbell Jr.: A parapithecid stem anthropoid of African origin in the Paleogene of South America. In: Science. Band 368, Nr. 6487, 2020, S. 194–197, doi:10.1126/science.aba1135.
3. ↑  William King Gregory: The origin and evolution of the human dentition. Williams and Wilkins, Baltimore 1922.
4. ↑  Elwyn L. Simons: Two new primate species from the African Oligocene. In: Postilla. Band 64, 1962, S. 6–12, Volltext.
5. ↑  Elwyn L. Simons: Crania of Apidium: primitive anthropoidean (Primates, Parapithecidae) from the Egyptian Oligocene. In: American Museum Novitates. Nr. 3124, 1995, S. 1–10.
6. ↑  K. Christopher Beard et al.: A new species of Apidium (Anthropoidea, Parapithecidae) from the Sirt Basin, central Libya: First record of Oligocene primates from Libya. In: Journal of Human Evolution. Band 90, 2016, S. 29–37, doi:10.1016/j.jhevol.2015.08.010.
7. ↑  John G. Fleagle, Richard F. Kay und Elwyn L. Simons: Sexual dimorphism in early anthropoids. In: Nature. Band 287, 1980, S. 328–330, doi:10.1038/287328a0.
8. ↑  New species of early anthropoid primate found amid Libyan strife. Auf: eurekalert.org vom 23. November 2015.
9. ↑  Paleobiology Database: Apidium Osborn 1908. Auf: fossilworks.org.
10. ↑  Elwyn L. Simons: Parapithecus grangeri (Parapithecidae, Old World Higher Primates) New Species from the Oligocene of Egypt and the Initial Differentiation of Cercopithecoidea. In: Postilla. Nr. 166, 1974, S. 1–12, Volltext.
11. ↑  Erik R. Seiffert: Revised age estimates for the later Paleogene mammal faunas of Egypt and Oman. In: PNAS. Band 103, Nr. 13, 2006, S. 5000–5005, doi:10.1073/pnas.0600689103.